# Козелец испанский
Козеле́ц испанский, или Скорцонера испанская, или Чёрный корень, или Сладкий корень (лат. Scorzonera hispanica) — вид травянистых растений из рода Козелец (Scorzonera) семейства Астровые (Asteraceae), культивируемое в ряде стран как корневой овощ.

## Распространение и экология
Родина скорцонеры испанской — Южная Европа и Юго-Западная Азия. Произрастает почти на всей территории Европы, встречается в Азербайджане и Грузии. На территории России растёт в европейской части, Дагестане, предгорьях Кавказа, Западной Сибири. В настоящее время культивируется повсеместно.
Растёт на известняках, степных и каменистых склонах. Характерное растение степной полосы.

## Ботаническое описание

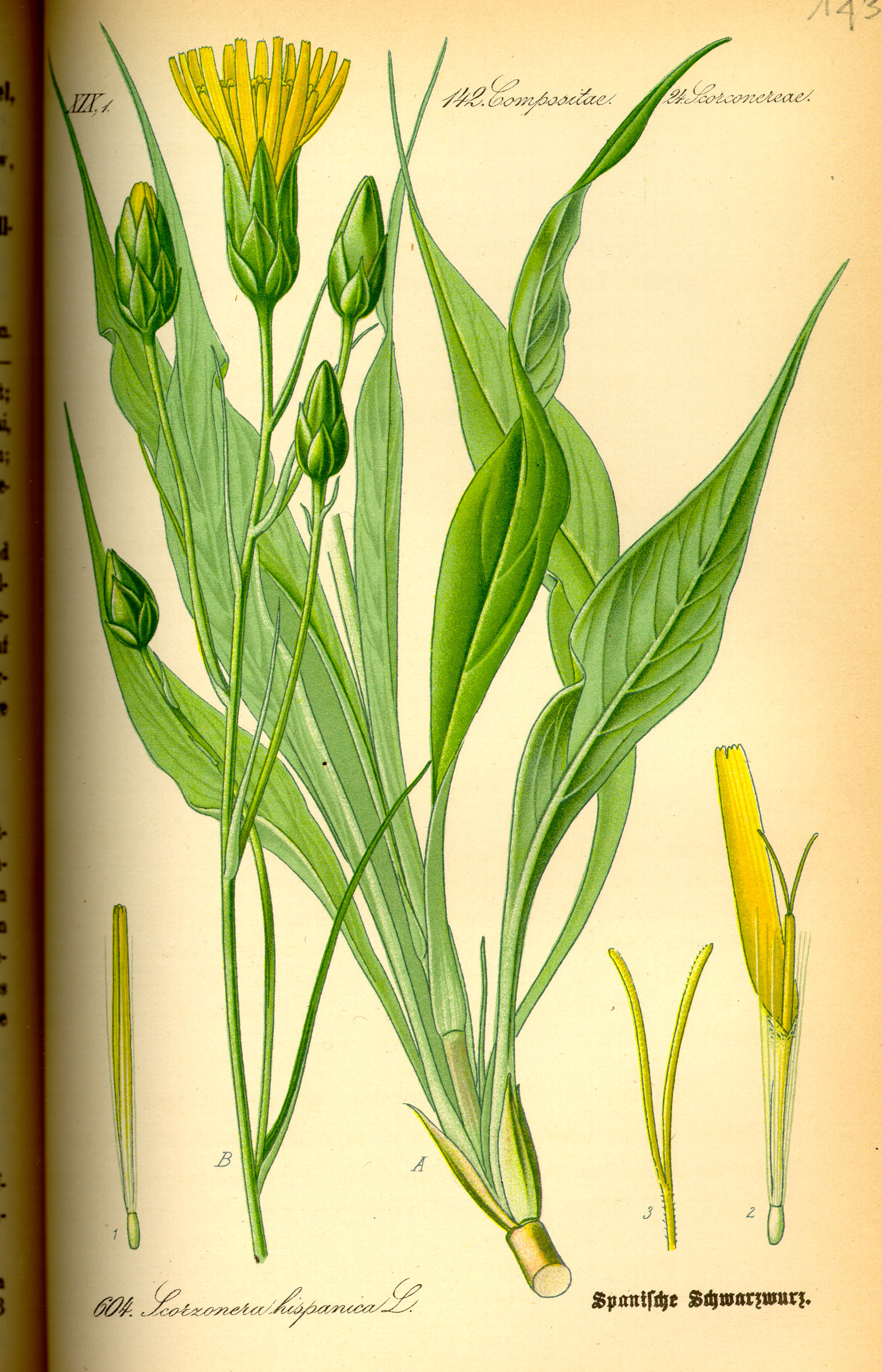

Многолетнее растение, опушённое; позднее — оголённое.
Корень цилиндрический толстый, мясистый.
Стебель высотой 25—75 см, прямостоячий, густо покрыт листьями, ветвистый, голый или слабо паутинистый; ветви торчащие, основание стебля одето влагалищами прикорневых листьев.
Листья зелёные или сизовато-зелёные; в нижней части стебля яйцевидно-ланцетные или продолговато-ланцетные, заострённые, со многими жилками, шероховато-зазубренные, с длинным черешком, полустеблеобъемлющие; средние при основании стеблеобъемлющие, продолговато-ланцетные, верхние шиловидные.
Соцветия — немногочисленные одиночные корзинки на концах цветоносных ветвей, цилиндрические, крупные. Обёртка 20—30 мм длиной, опушённая, позднее — оголённая, листочки её яйцевидно заострённые, по краям слегка шерстисто-опушённые; язычковые цветки светло-жёлтые, в полтора раза превышающие обёртку.
Плод — краевая семянка 15—16 мм длиной, с пятью выдающимися остробугорчатыми ребрышками; снабжена летучкой.
Цветёт в мае. Плоды созревают в мае — июне.

## Значение и применение

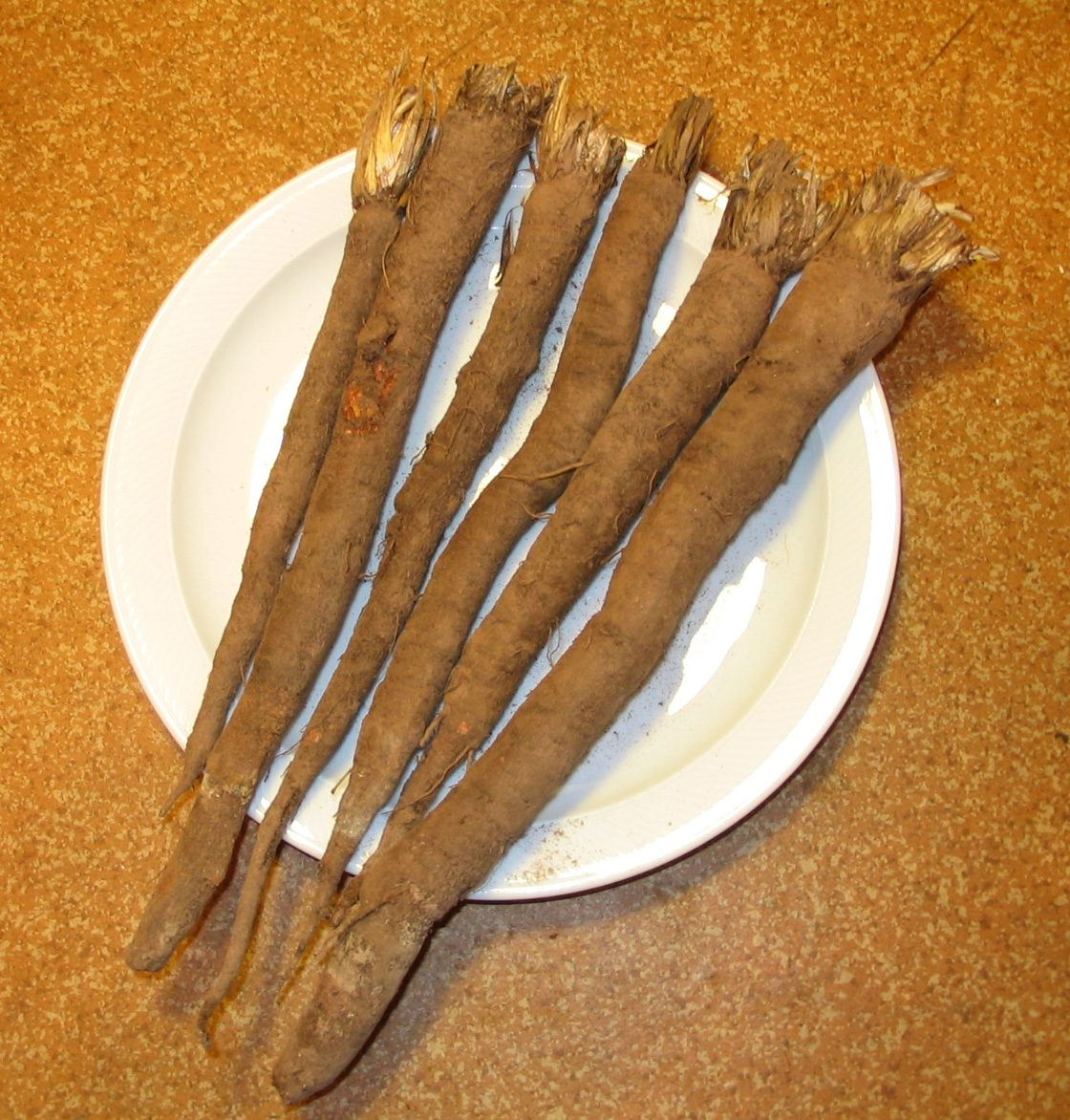
Корни.

Корнеплоды содержат значительное количество ценных веществ — инулин, аспарагин, левулин и др.
Начиная с XVI века растение стало широко культивироваться как овощ в Италии, Франции, Нидерландах и Бельгии.
Корнеплоды имеют разнообразное использование в кулинарии, их готовят как спаржу или цветную капусту, употребляют как приправу к супам, как добавку к прохладительным напиткам, сиропам, мороженому. Идут в пищу по удалении кожицы. Особенно хорош корень, поджаренный в масле. Наряду с высокими вкусовыми качествами имеет большое значение как диетический овощ, особенно в пищевом рационе пожилых людей, больных сахарным диабетом, гипертонической болезнью, при подагре, заболеваниях печени.
Благодаря значительному содержанию аспарагина в корнеплодах оказывает положительное влияние на работу сердца и способствует усилению деятельности почек.
Листья могут служить кормом для шелковичных червей.

## Таксономия
Scorzonera hispanica L., Sp. Pl. 791. 1753.
Вид Козелец испанский входит в род Козелец (Scorzonera) семейства Астровые (Asteraceae) порядка Астроцветные (Asterales).
|  |                                      |  |                                                             |                                                             |                    |  | ещё 12 семейств (согласно Системе APG II) | ещё 12 семейств (согласно Системе APG II) |                       |  |  |  | ещё около 175 видов |
|  |                                      |  |                                                             |                                                             |                    |  | ещё 12 семейств (согласно Системе APG II) | ещё 12 семейств (согласно Системе APG II) |                       |  |  |  | ещё около 175 видов |
|  |                                      |  |                                                             | порядок Астроцветные                                        |                    |  |                                           |                                           | род Козелец           |  |  |  |                     |
|  |                                      |  |                                                             | порядок Астроцветные                                        |                    |  |                                           |                                           | род Козелец           |  |  |  |                     |
|  | отдел Цветковые, или Покрытосеменные |  |                                                             |                                                             | семейство Астровые |  |                                           |                                           | вид Козелец испанский |  |  |  |                     |
|  | отдел Цветковые, или Покрытосеменные |  |                                                             |                                                             | семейство Астровые |  |                                           |                                           |                       |  |  |  |                     |
|  |                                      |  | ещё 44 порядка цветковых растений (согласно Системе APG II) | ещё 44 порядка цветковых растений (согласно Системе APG II) |                    |  |                                           | ещё 900—1000 родов                        | ещё 900—1000 родов    |  |  |  |                     |
|  |                                      |  |                                                             | ещё 44 порядка цветковых растений (согласно Системе APG II) |                    |  |                                           |                                           | ещё 900—1000 родов    |  |  |  |                     |

### Подвиды
- Scorzonera hispanica subsp. asphodeloides (Wallr.) Arcang.

Синонимы: Scorzonera asphodeloides Wallr., Scorzonera hispanica subsp. taurica (M.Bieb.) Tzvelev, Scorzonera marschalliana C.A.Mey., Scorzonera stricta Hornem., Scorzonera taurica M.Bieb., Scorzonera transtagana Cout.
- Scorzonera hispanica subsp. coronopifolia (Desf.) Rouy

Синонимы: Scorzonera brevicaulis Vahl, Scorzonera coronopifolia Desf., Scorzonera fasciata Pomel, Scorzonera heterophylla Pomel
- Scorzonera hispanica subsp. crispatula (DC.) Nyman

Синоним: Scorzonera crispatula (DC.) Boiss.
- Scorzonera hispanica subsp. neapolitana (Grande) Greuter

Синонимы: Scorzonera hispanica var. crispatula DC., Scorzonera hispanica subsp. trachysperma Maire & Weiller, Scorzonera hispanica var. trachysperma (Guss.) Fiori, Scorzonera neapolitana Grande, Scorzonera serrulata Viv., Scorzonera trachysperma Guss., Scorzonera trachysperma Guenth. ex Spreng.